# Joshua Primo
Joshua Lincoln Alexander Primo (* 24. Dezember 2002 in Toronto) ist ein kanadischer Basketballspieler. Nach einem Jahr an der University of Alabama wechselte der 1,93 Meter große Shooting Guard in die NBA, nachdem ihn die San Antonio Spurs im Juli 2021 an zwölfter Stelle des Draftverfahrens ausgewählt hatten.

## Werdegang
Primo wuchs in Mississauga auf, er spielte in der Saison 2017/18 für die Mannschaft der Basketball-Akademie Lincoln Prep in Hamilton (Provinz Ontario), 2018/19 im US-Bundesstaat West Virginia für Huntington St. Joseph Prep und wechselte nach Arizona zur Mannschaft Arizona Compass Prep. Er brach sich einen Finger, verließ Arizona im Herbst 2019 und ging in sein Heimatland zurück. Primo spielte bis zum Ende der Saison 2019/20 dann für die Mannschaft der Royal Crown Academic School in Toronto-Scarborough.
Im Spieljahr 2020/21 war er Mitglied der Hochschulmannschaft der University of Alabama in den USA und begann dort ein Wirtschaftsstudium. Primo wirkte in 30 Spielen mit, stand in 19 in der Anfangsaufstellung. Er brachte es auf Mittelwerte von 8,1 Punkten und 4,3 Rebounds je Begegnung. Im April 2021 gab Primo sein Interesse bekannt, die Hochschule zu verlassen, um am Draftverfahren teilzunehmen. Vor ihm hatte bereits sein Mannschaftskollege Jaden Shackelford diese Absicht geäußert. Ende Juni 2021 wurde Primos Entschluss bekannt, nicht an die University of Alabama zurückzukehren, sondern den Sprung ins Profigeschäft zu unternehmen. Die NBA-Mannschaft San Antonio Spurs sicherte sich die Rechte am Kanadier, dessen Name beim Draftverfahren an zwölfter Stelle aufgerufen wurde. Primo war der jüngste der zur Auswahl stehenden Spieler. In seiner ersten Saison verbuchte er für die San Antonio Spurs ordentliche Statistiken. Kurz nach Beginn der Saison 2022/23 wurde Primo überraschend entlassen, nachdem die San Antonio Spurs erst zwei Wochen zuvor Klausel Option zur Vertragsverlängerung in Anspruch genommen hatten. In der Folge wurde bekannt, dass sich Primo in mehreren Fällen vor einer Psychologin der Spurs entblößt haben soll. Eine Klage der Psychologin gegen die Spurs wurde kurz darauf nach einer außergerichtlichen Einigung fallengelassen. Primo wurde in Folge der Vorfälle von der NBA gesperrt.
Ende September 2023 wurde er von den Los Angeles Clippers verpflichtet. Vor dem Vertragsabschluss ließ die Klubführung den Kanadier aufgrund der Vorfälle in San Antonio von Gutachtern untersuchen. Mitte April 2024 wurde Primo aus dem Aufgebot der Kalifornier gestrichen.

### Nationalmannschaft
Er nahm im Jahr 2019 im Alter von 16 Jahren mit Kanadas U19-Nationalmannschaft an der Weltmeisterschaft dieser Altersklasse teil.

## Karriere-Statistiken

### NBA

#### Hauptrunde
| Saison  | Team           | GP | GS | MPG  | FG % | 3P % | FT % | RPG | APG | SPG | BPG | PPG |
| ------- | -------------- | -- | -- | ---- | ---- | ---- | ---- | --- | --- | --- | --- | --- |
| 2021–22 | San Antonio    | 50 | 16 | 19.3 | .374 | .307 | .746 | 2.3 | 1.6 | 0.4 | 0.5 | 5.8 |
| 2023–23 | San Antonio    | 4  | 0  | 23.3 | .346 | .250 | .778 | 3.3 | 4.5 | 0.3 | 0.5 | 7.0 |
| 2023–24 | L. A. Clippers | 2  | 0  | 5.0  | .333 | .000 | —    | 0.5 | 0.0 | 0.0 | 0.5 | 1.0 |
| Gesamt  | Gesamt         | 56 | 16 | 19.1 | .371 | .300 | .750 | 2.3 | 1.8 | 0.4 | 0.5 | 5.7 |